# Península de Karaburun
La península de Karaburun (en turco: Karaburun Yarımadası, lit., 'península del cabo negro') es una península  rodeada por el mar Egeo localizada en el extremo occidental de Turquía, una de las más grandes del país, que bordea por el oeste el golfo de İzmir  y que en el oeste se enfrenta a la isla griega de Quíos, de la que está separada por el estrecho de Quíos (o de Çeşme). Administrativamente, pertenece totalmente a la provincia de Esmirna y se divide entre los distritos de Karaburun, Urla y Çeşme.
La península lleva el mismo nombre que la ciudad de Karaburun, en la costa norte, el centro administrativo del homónimo distrito de Karaburun. Se encuentra al oeste de la ciudad de Esmirna (o İzmir).
Debido a su forma intrincada, varias fuentes llegan a contar hasta cuatro istmos que delimitarían la península de Karaburun. Según sea dicha fuente, la península de Karaburun estaría formada por tres subpenínsulas menores —la propia Karaburun, Çeşme y Urla — o se limitaría a la parte mar norteña, la que corresponde al distrito de Karaburun. La península de Urla, centrada en la ciudad del mismo nombre, la península de Çeşme, una vez más homónima con el centro administrativo de su región, que sobresale más allá de su propio istmo desde el extremo occidental de la península de Karaburun. Superando el tamaño de las secciones peninsulares de Urla y Çeşme se encuentra la península de Karaburun, cuya área corresponde casi exactamente al área del distrito de Karaburun, separada del continente por otro istmo bastante estrecho en Balıklıova.
El punto más alto es el monte Akdag  (en turco: Akdağ), conocido en la antigüedad como Mimant (en griego: Μίμας), con 1212 metros de altura, que se encuentra en la parte norte de la península.
Karaburun tiene una temperatura cálida durante todo el invierno, 22 °C. En primavera 24 a 30 °C y en verano +45 °C.
El campus del Instituto de Tecnología de Esmirna y la Zona de Desarrollo de Tecnología de Esmirna se encuentran en la península de Karaburun, ambos dentro del distrito de Urla.

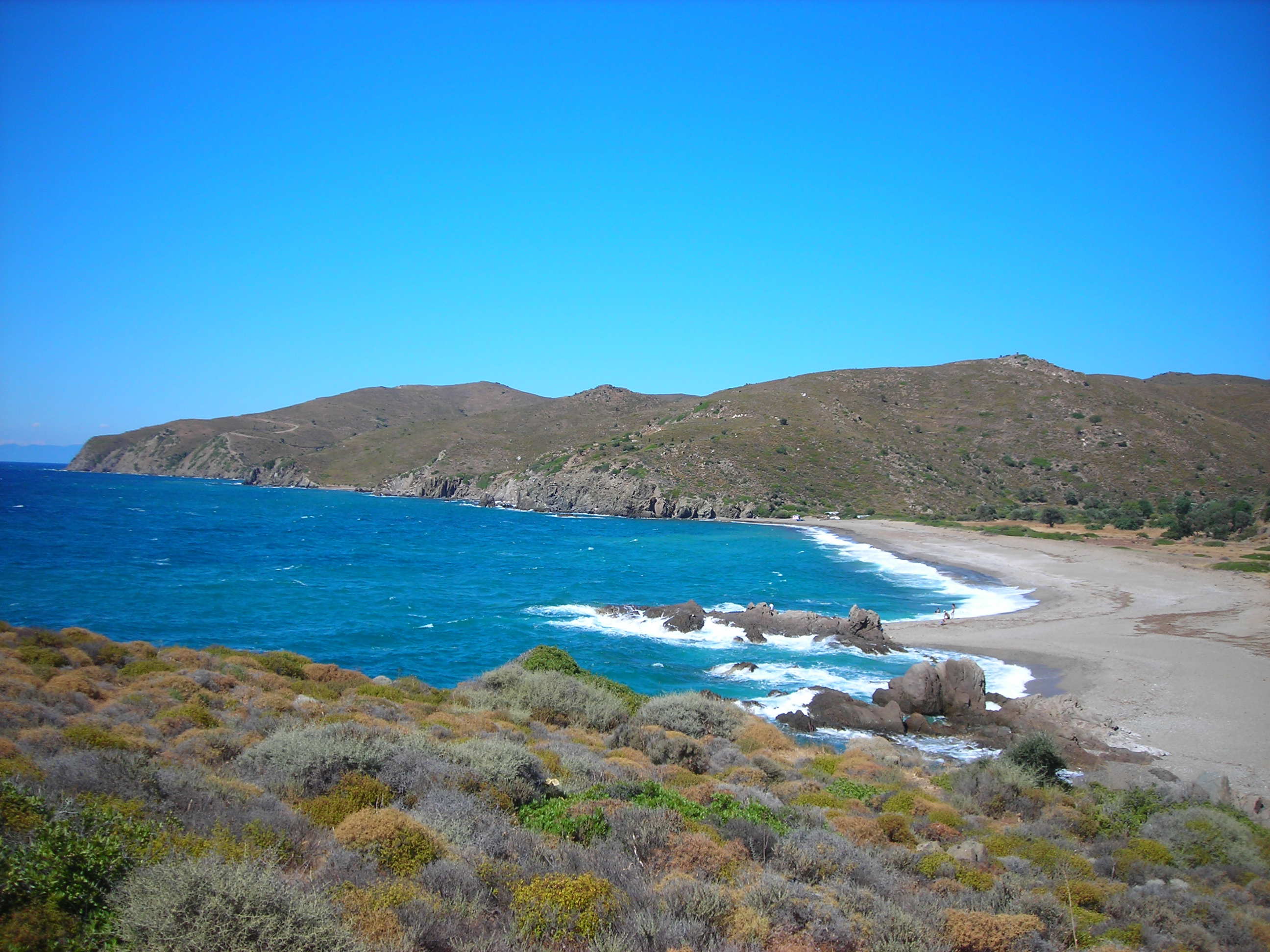
Badembükü, Karaburun
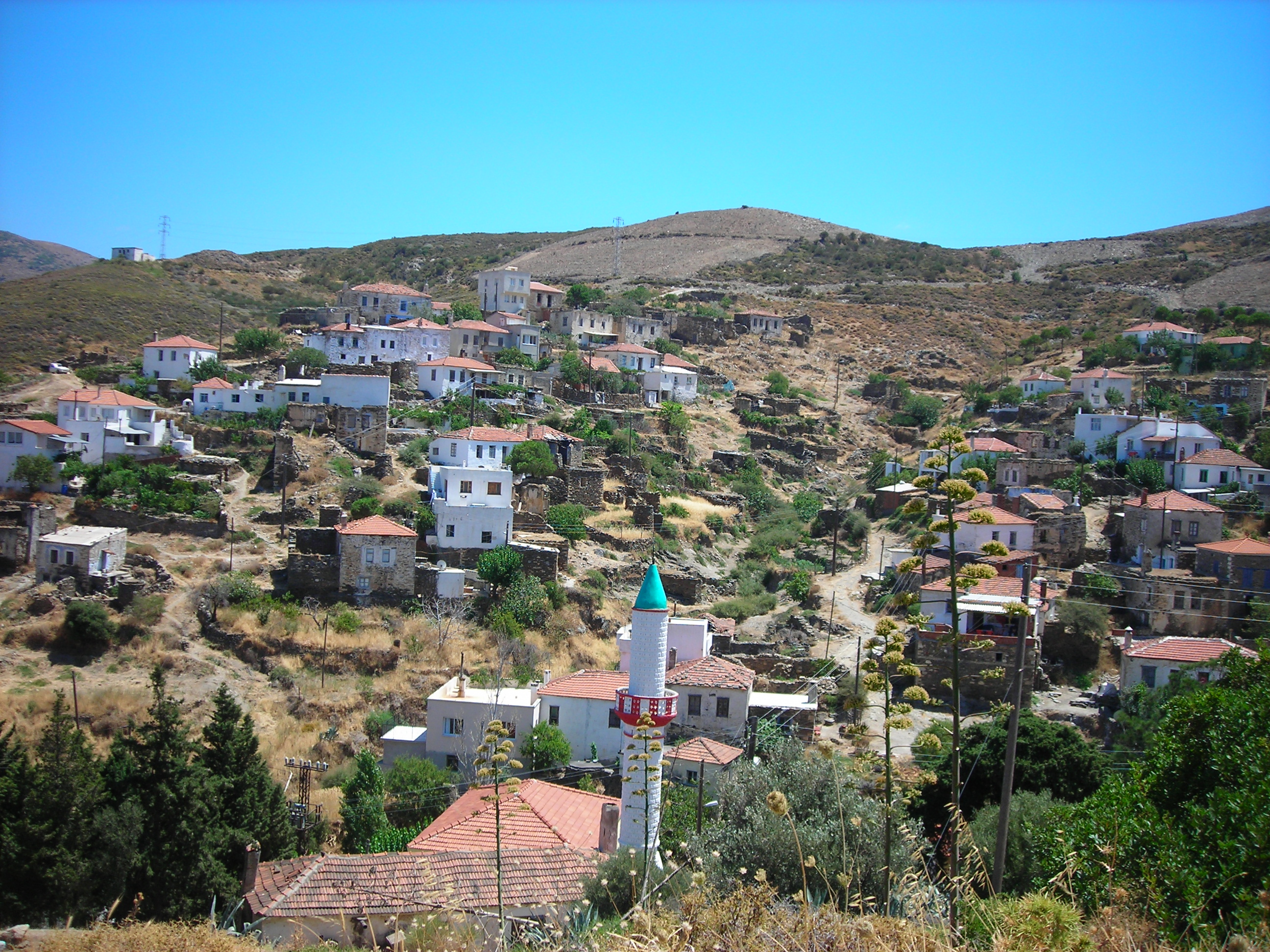
Pueblo de Hasseki, Karaburun
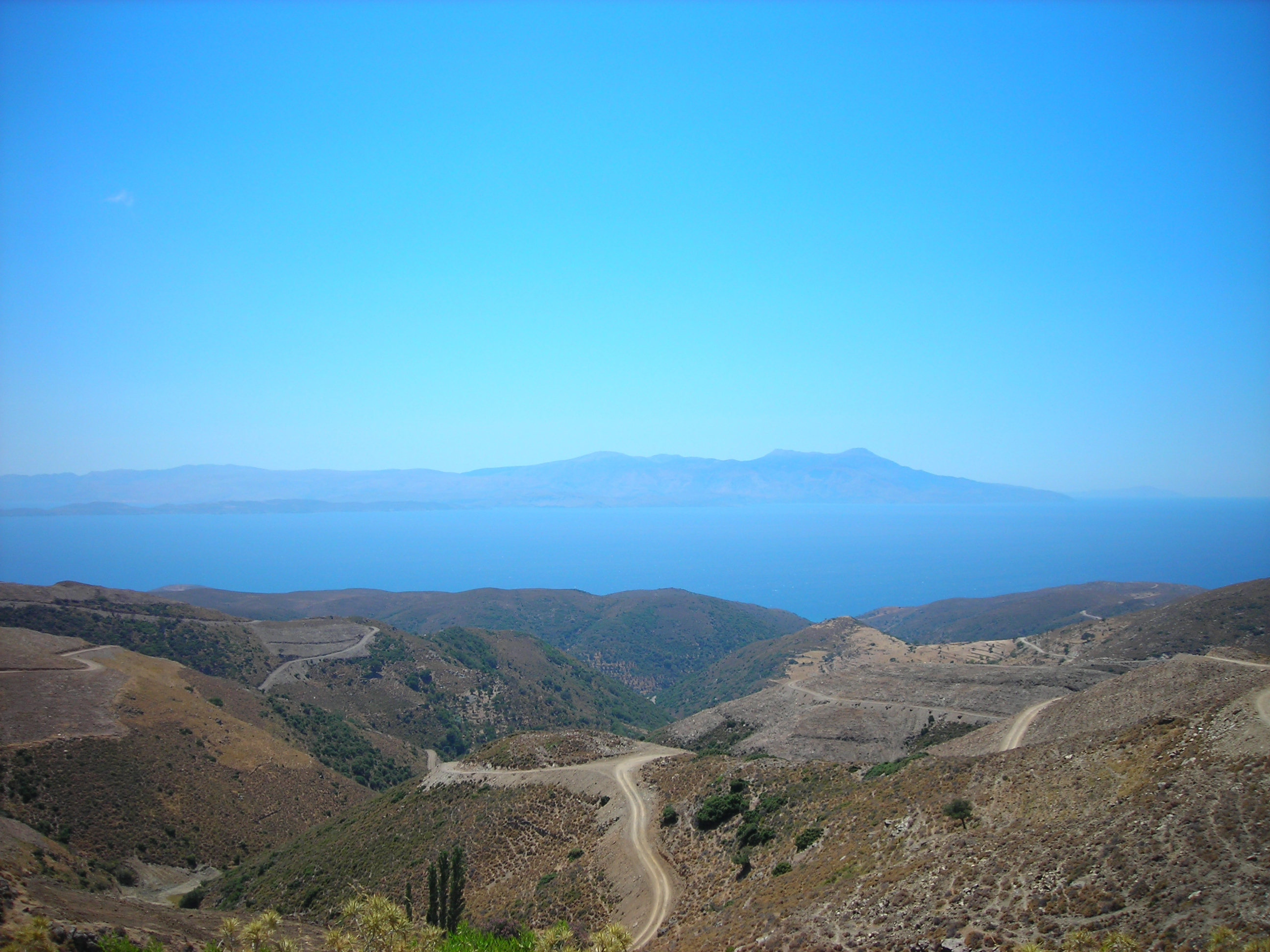
Vista de la isla de Quíos, desde la península

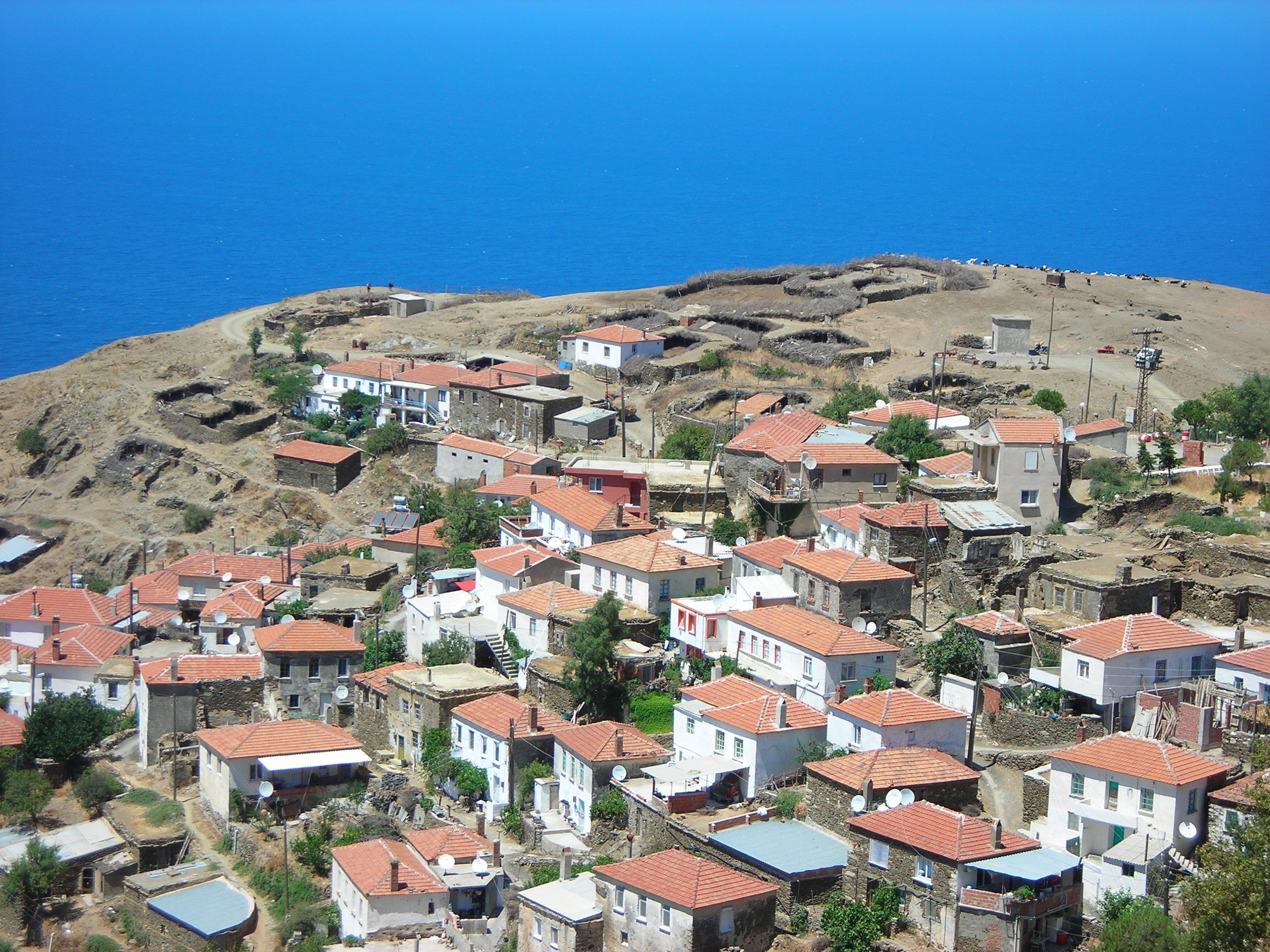
Pueblo de Sarpıncık, Karaburun
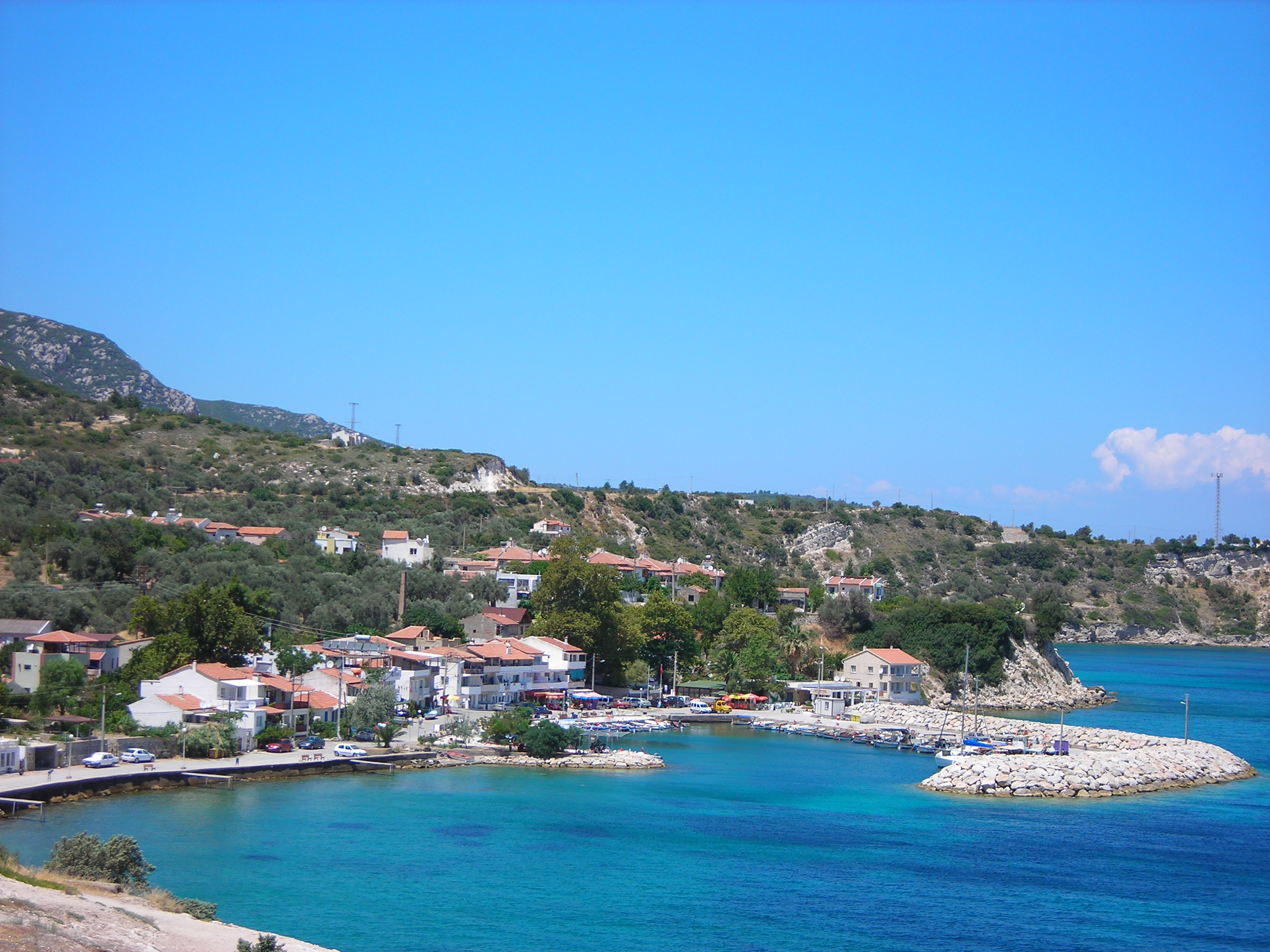
Vista general de Kaynarpınar
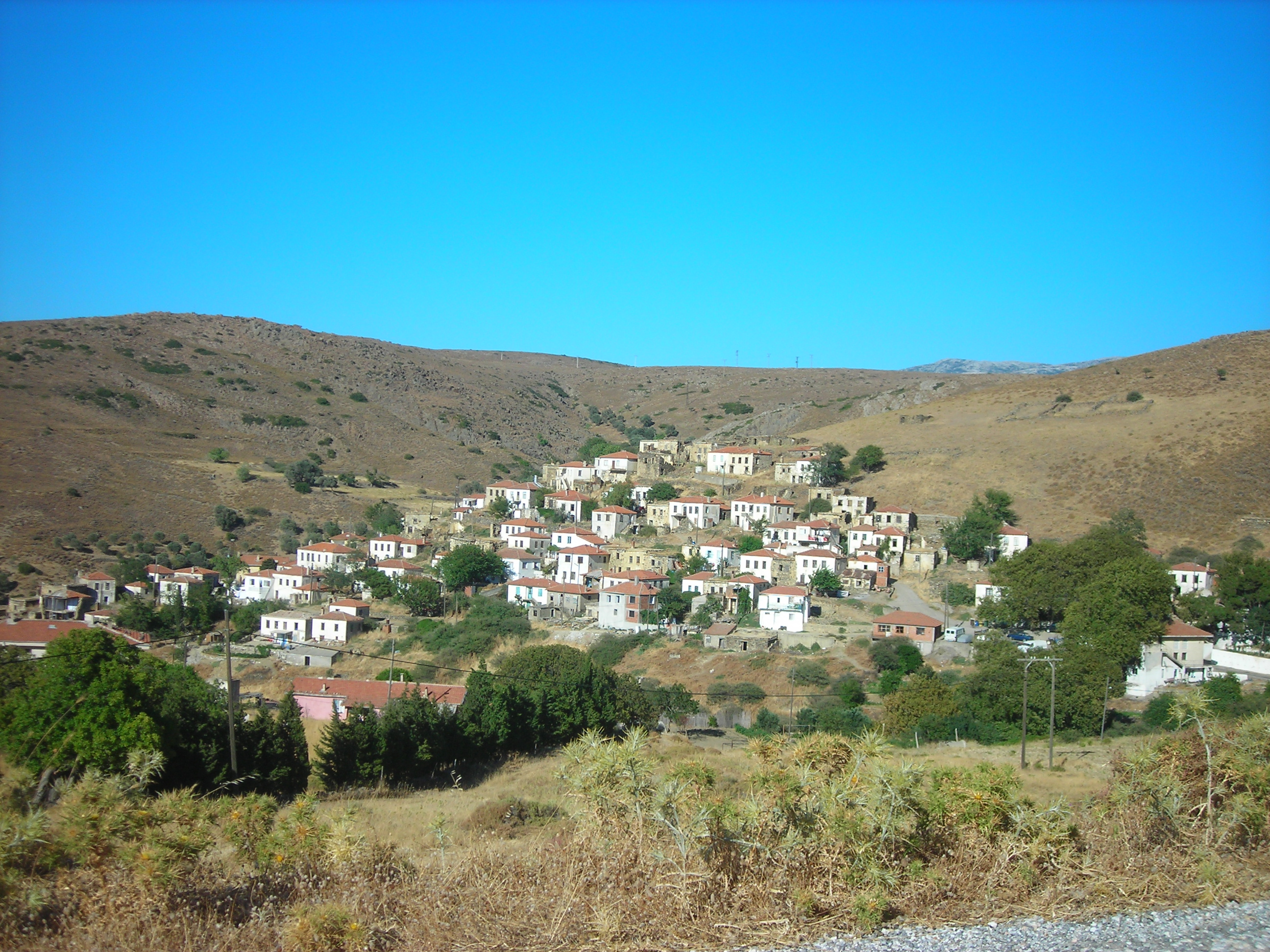
El pueblo de Küçükbahçe, Karaburun